# العلاقات البنمية القطرية
العلاقات البنمية القطرية هي العلاقات الثنائية التي تجمع بين بنما وقطر.

## مقارنة بين البلدين
هذه مقارنة عامة ومرجعية للدولتين:
| وجه المقارنة                                              | بنما                      | قطر           |
| --------------------------------------------------------- | ------------------------- | ------------- |
| المساحة (كم2)                                             | 74.18 ألف                 | 11.44 ألف     |
| عدد السكان (نسمة)                                         | 4.10 مليون                | 2.64 مليون    |
| الكثافة السكانية (ن./كم²)                                 | 55.27                     | 230.77        |
| العاصمة                                                   | بنما                      | الدوحة        |
| اللغة الرسمية                                             | اللغة الإسبانية           | اللغة العربية |
| العملة                                                    | بالبوا بنمي، دولار أمريكي | ريال قطري     |
| الناتج المحلي الإجمالي (بليون دولار)                      | 61.84 مليار               | 167.61 مليار  |
| الناتج المحلي الإجمالي (تعادل القوة الشرائية) بليون دولار | 87.37 مليار               | 316.40 مليار  |
| الناتج المحلي الإجمالي الاسمي للفرد دولار أمريكي          | 13.27 ألف                 | 73.65 ألف     |
| الناتج المحلي الإجمالي للفرد دولار أمريكي                 | 20.89 ألف                 | 141.54 ألف    |
| مؤشر التنمية البشرية                                      | 0.780                     | 0.850         |
| رمز المكالمات الدولي                                      | +507                      | +974          |
| رمز الإنترنت                                              | .pa                       | .qa           |
| المنطقة الزمنية                                           | 00                        | ت ع م+03:00   |

## منظمات دولية مشتركة
يشترك البلدان في عضوية مجموعة من المنظمات الدولية، منها:
| علم المنظمة | اسم المنظمة                               | تاريخ انضمام بنما | تاريخ انضمام قطر |
| ----------- | ----------------------------------------- | ----------------- | ---------------- |
|             | يونسكو                                    | 10 يناير 1950     | 27 يناير 1972    |
|             | مؤسسة التمويل الدولية                     | 20 يوليو 1956     | 11 أكتوبر 2008   |
|             | المركز الدولي لتسوية المنازعات الاستشارية | 8 مايو 1996       | 20 يناير 2011    |
|             | منظمة حظر الأسلحة الكيميائية              | ?                 | ?                |
|             | منظمة التجارة العالمية                    | ?                 | ?                |
|             | وكالة ضمان الاستثمار متعدد الأطراف        | 21 فبراير 1997    | 22 أكتوبر 1996   |
|             | الاتحاد البريدي العالمي                   | ?                 | ?                |
|             | منظمة الشرطة الجنائية الدولية             | ?                 | ?                |
|             | الأمم المتحدة                             | 13 نوفمبر 1945    | 21 سبتمبر 1971   |
|             | الاتحاد الدولي للاتصالات                  | 14 يوليو 1914     | 27 مارس 1973     |
|             | البنك الدولي للإنشاء والتعمير             | 14 مارس 1946      | 25 سبتمبر 1972   |

## وصلات خارجية
- موقع وزارة الخارجية البنمية
- موقع وزارة الخارجية القطرية